# Мораво рогче
(главница, намел, рогалка, червена главичка, шипеста гъба)
Моравото рогче (Claviceps purpurea) е паразитна гъба, която се среща при някои тревисти и житни растения, най-често при ръжта. В класа на заразената ръж, вместо зърна се показват лилави телца с формата на рогче, откъдето идва и наименованието на гъбата. Моравото рогче съдържа психоактивни алкалоиди и ерготамин (силен кръвоспиращ продукт) и в по-големи дози е отровно за човека (ерготизъм). От него се получава кръвоспиращо лекарство, което се използва в медицината.

## Психоактивни свойства
Докато прави експерименти с моравото рогче, търсейки кръвоспиращо средство – ерготамин, швейцарският химик Алберт Хофман открива психоактивните свойства на друг алкалоид – ЛСД (диетиламид на лизергиновата киселина).

## Химичен състав[3]
Моравото рогче съдържа алкалоидите ерготин, ергостерин, ерготоксин, ергобазин, ергозин, ергокристин, ергокриптин (както и техните изомери) – те усилват маточните контракции, свиват кръвоносните съдове и повишават кръвното налягане. Цикличните протеинови амини тирамин и хистамин, алифатните бази холин и ацетилхолин, а също бетаин, агматин, жълто багрило ергофлавин, до 30% тлъсти вещества, белтъчни, органични киселини, багрилните вещества склероеретрин и склероподин (даващи виолетовото оцветяване на моравото рогче).

## Действие и приложение[3]
Маточно кръвоспиращо. Това действие на билката се дължи на алкалоидите ерготоксин и ерготамин (в по-големи количества се съдържат в прясната билка), а при престой част от алкалоидите преминава в техни изомери. Препоръчва се при маточни кръвотечения, кръвотечения по време на климактериума. Българската народна медицина препоръчва моравото рогче при мигрена, невралгия, главоболие, хистерия, артериосклероза, високо кръвно налягане. Употребява се при леки случаи на базедова болест и захарна болест, нарушено кръвообращение (изтръпване, студени крака, горещина, пълзене на „мравки“ по тялото), парализи.

## История на употребата
Алберт Хофман, заедно с Уосън и Рук, аргументират хипотезата, че в свещената напитка в античните Елевзински мистерии (кюкеон) е бил използван ечемик или ръж, заразени с мораво рогче, което е предизвиквало халюцинации у посвещаващите се мисти.
В Средновековието са известни епидемии сред хора и животни, предизвикани от хляб, произведен със заразени с мораво рогче житни култури. Наричани са „Огън на Св. Антоний“ или „Свещен огън (ignis sacer)“ – т. нар. днес ерготизъм.